# Начало на думи у българите
„Начало на думи у българите, които се отнасят към (просто)народния език“ (на гръцки: Ἀρχὴ ἐν βουλγαρίοις ριμάτον εἰς κῑνῆ γλότα ἐρχομένη) е българо-гръцки речник от XVI век, съставен въз основа на диалекта на костурското село Богатско. Пази се във Ватиканската библиотека - Vat. Archivio San Pietro C 152, л. 134v. Ръкописът е гръцки език, но съдържа изключително ценен българо-гръцки речник, а на лист 137 е записана с гръцки букви любовна песен на турски език. Речникът отразява особености на костурски говор в старинна форма, като най-характерната е източнобългарската ятовата гласна, което дава повод на Иван Кочев да приеме, че ятовата граница в средновековието е  достигала до Костурско и Корчанско.
Изключително висока стойност имат четирите песни, записани в речника, които са най-ранният запис на български народни песни.
Речникът е издаден през 1958 година в Париж, под заглавие „Македонски лексикон от XVI век“ (на френски: Un lexique Macedonien du XVIe siecle).